# تايكي موراي
تايكي موراي (باليابانية: 村井 泰希) (مواليد 12 يونيو 1992)، هو لاعب كرة قدم سابق كان يلعب كحارس مرمى.

## وصلات خارجية
- تايكي موراي على موقع رابطة كرة القدم اليابانية للمحترفين (اليابانية)
- تايكي موراي على موقع قاعدة بيانات كرة القدم.إي يو (الإنجليزية)
- تايكي موراي على موقع Soccerway.com (الإنجليزية)
- تايكي موراي على موقع عالم كرة القدم.نت (الإنجليزية)